# Abria
Genre
Abria est un genre d'opilions Laniatores de la famille des Cosmetidae.

## Distribution
Les espèces de ce genre sont endémiques du Venezuela.

## Liste des espèces
Selon World Catalogue of Opiliones (30/03/2024) :
- Abria innominata (Henriksen, 1932)
- Abria maculabnormis (González-Sponga, 1992)
- Abria reticulata (Roewer, 1947)

## Publication originale
- (la) Henriksen, « Descriptiones Laniatorum (Arachnidorum Opilionum Subordinis). Opus posthumum recognovit et edidit Kai L. Henriksen », Det Kongelige Danske Videnskabernes Selskabs skrifter, Naturvidenskabelig og Mathematisk Afdeling, 1932, sér. 9, vol. 3, no 4, p. 197–422.